# Aspen, Västmanland
Aspen är en sjö i Lindesbergs kommun i Västmanland och ingår i Norrströms huvudavrinningsområde. Sjön är 23 meter djup, har en yta på 1,54 kvadratkilometer och är belägen 201 meter över havet. Sjön avvattnas av vattendraget Brattforsbäcken. Vid provfiske har abborre, gädda och mört fångats i sjön.

## Delavrinningsområde
Aspen ingår i det delavrinningsområde (661915-145346) som SMHI kallar för Utloppet av Aspen. Medelhöjden är 223 meter över havet och ytan är 5,84 kvadratkilometer. Det finns ett avrinningsområde uppströms, och räknas det in blir den ackumulerade arean 9,3 kvadratkilometer. Brattforsbäcken som avvattnar avrinningsområdet har biflödesordning 4, vilket innebär att vattnet flödar genom totalt 4 vattendrag innan det når havet efter 241 kilometer. Avrinningsområdet består mestadels av skog (69 procent). Avrinningsområdet har 1,67 kvadratkilometer vattenytor vilket ger det en sjöprocent på 28,5 procent.